# Vinh Phuc (provincie)
Vinh Phuc (vietnamsky Vĩnh Phúc) je provincie na severu Vietnamu v deltě Rudé řeky. Žije zde přes 1,1 milion obyvatel, hlavní město je Vinh Yen.

## Geografie
Sousedí s provinciemi Thai Nguyen, Tuyen Quang, Phu Tho a s hlavní městem Vietnamu, Hanojí.